# Ølgod
Ølgod är en tätort i Varde kommun i Region Syddanmark i Danmark. Tätorten har 3 763 invånare (2024). Den ligger på Jylland, cirka 22,5 kilometer nordost om Varde. Ølgod var centralort i Ølgods kommun fram till kommunreformen 2007.